# Dario Marinović
Dario Marinović (Ragusa, 24 maggio 1990) è un giocatore di calcio a 5 croato.

## Carriera

### Club
Dotato di un talento tanto precoce quanto cristallino, Marinović cresce nel settore giovanile del GOŠK Dubrovnik attirando ben presto le attenzioni di importanti club europei come Arsenal e Aston Villa. Le richieste eccessive della società dalmata impedirono tuttavia la conclusione di entrambe le trattative, innescando una violenta polemica tra il presidente e il giocatore stesso, che da quel momento rifiutò sistematicamente le convocazioni in prima squadra. Squalificato per sei mesi dalla federazione croata, per mantenersi in allenamento Marinović iniziò ad allenarsi con la squadra cittadina di calcio a 5, lo Square Dubrovnik. Proseguì quindi la propria carriera nel futsal, vestendo le maglie di Nacional Zagabria e Spalato. Nella stagione 2012-13 si accorda con la squadra kuwaitiana dell'Al Yarmouk rimanendovi fino al 2015, quando viene tesserato da ElPozo Murcia.

### Nazionale
Marinović debutta con la Croazia il 18 febbraio 2008 nell'incontro contro la Slovenia vinto per 1-0 proprio grazie a una sua rete. Due mesi più tardi debutta anche con la selezione Under 21, con la quale ha partecipato all'Europeo 2008. Con la nazionale maggiore ha partecipato al Campionato Europeo 2012, laureandosi capocannoniere della manifestazione a pari merito con lo spagnolo Jordi Torrás.

## Palmarès
- Supercoppa di Spagna: 1
ElPozo Murcia: 2016
- Coppa del Re: 2
ElPozo Murcia: 2015-16, 2016-17